# Софиано, Пётр Христофорович
Пётр Христофорович Софиано (1805, о. Зея — 25 февраля (9 марта) 1867, Дрезден) — действительный статский советник, директор дипломатической канцелярии наместника Царства Польского.

## Биография
Российский дипломат, из дворян греческого происхождения. Уроженец греческого острова Зея (совр. — о. Кея). Происходил из того же греческого рода, что и его двоюродный племянник — член Государственного Совета, генерал от артиллерии Леонид Петрович Софиано. Возможно, юношей участвовал в греческом национально-освободительном движении. После поражения греческих гетеристов в битве под Скулянами (17 (29) июня 1821), в которой погиб его двоюродный брат — этерист Георгий Анастасьевич (Афанасьевич) Софианос, выехал к родственникам в С.-Петербург, где из турецкоподданных греков принял присягу на подданство России. Был определён на службу в Министерство иностранных дел и более тридцати лет прослужил в Варшаве, где жил на казённой квартире. По стечению обстоятельств, начало и окончание служебной карьеры П. Х. Софиано совпали с революционными событиями в Варшаве: Польским восстанием 1830—1831 и Польским восстанием 1863—1864 годов.
Представители греческого рода Софианос состояли на русской военной службе с XVIII века. Самым известным из них на рубеже 1820-х — 1830-х годов был двоюродный брат Софиано — герой Русско-турецкой войны 1806—1812 (золотой офицерский Базарджикский Крест, приравненный, по статусу, к ордену Святого Георгия), участник Отечественной войны 1812 и Зарубежных походов 1813—1814 годов, полковник (10.05.1818), георгиевский кавалер (26.11.1819; выслуга), генерал-майор (2.10.1827) Пётр Анастасьевич Софиано, с 1819 по 1827 год — командир Белёвского пехотного полка. В то время (1828—1829) он состоял генерал-майором при начальнике 8-й пехотной дивизии (квартира в местечке Белая Церковь Киевской губернии) и командовал резервной бригадой той же дивизии в составе Резервной дивизии 3-го пехотного корпуса; в 1830—1831 годах был командующим резервными бригадами 9-й и 10-й пехотных дивизий в составе Резервной дивизии 3-го пехотного корпуса, служил в Варшаве и был убит во время Польского восстания 1830—1831 годов.
Возможно, не без протекции генерал-майора Петра Анастасьевича Софиано его тёзка и двоюродный брат — Пётр Христианович, с 23 февраля (7 марта) 1829 года был принят на службу в ведомство Министерства иностранных дел, по штатам которого служил до своей отставки, на должность не имеющего чина канцеляриста, и откомандирован на фронт Русско-турецкой войны 1828—1829 годов, к канцелярии главнокомандующего действующей [2-й] армии, генерала от инфантерии, генерал-адъютанта графа И. И. Дибича. По представлению главнокомандующего 2-й армией, в награду отлично-усердной и ревностной службы, 31 декабря 1829 (12 января 1830) высочайше пожалован, и указом от 8 (20) января 1830 года произведён, по канцелярии главнокомандующего 2-й армии, из канцеляристов в чин коллежского регистратора и должность чиновника XIV класса той канцелярии. В том чине и в той должности принял участие в Русско-польской войне 1830—1831 годов. После скоропостижной смерти графа И. И. Дибича-Забалканского в мае 1831 года, в том чине и в том классе должности оставался в прикомандировании к канцелярии нового главнокомандующего действующей армии, генерал-фельдмаршала, генерал-адъютанта графа И. П. Паскевича-Эриванского. После разгрома польских повстанцев и взятия Варшавы был назначен членом комиссии, учреждённой для ревизии Банка Польши. По представлению главнокомандующего действующей армией, в награду отлично-усердной службы, 26 февраля (9 марта) 1832 высочайше пожалован и указом от 4 (16) марта 1832 года произведён, по канцелярии главнокомандующего действующей армии, из чиновников XIV класса в чин губернского секретаря и должность чиновника XII класса канцелярии главнокомандующего. Указом от 13 (25) апреля 1832 года, по засвидетельствованию главнокомандующего действующей армией, об отличном усердии к службе, чиновник канцелярии его XII класса [П. Х.] Софиано, оказанном им во время нахождения в комиссии, для обревизования Банка Польши учреждённой, всемилостивейше пожалован кавалером ордена Святого Станислава 4 степени. Позднее, согласно уведомлению Капитула российских императорских и царских орденов, данного 16 ноября 1839 года, на основании параграфа 82-го Высочайшего Статута об ордене Святого Станислава, состоявшимся 28 мая (9 июня) 1839 года, и по особому высочайшему указу от того же дня, данного Капитулу, с 13 (25) апреля 1839 года П. Х. Софиано переименован в кавалеры ордена Святого Станислава 3 степени и включён в комплект пенсионных кавалеров ордена той степени [всего 90 чел.], с назначением кавалерственной пенсии в размере 300 руб. в год ассигнациями, учреждённой для ордена 3-й степени. На тот момент Софиано имел уже чин коллежского секретаря и служил в должности чиновника особых поручений VIII класса при главнокомандующем действующей армии, наместнике Царства Польского, генерал-фельдмаршале князе Варшавском графе И. П. Паскевиче-Эриванском. За участие в турецкой и польской кампаниях, кроме чинопроизводства и награждения орденом Святого Станислава, П. Х. Софиано был награждён серебряной медалью «За турецкую войну 1828—1829» и польским знаком отличия за военное достоинство «Virtuti militari» 4 степени (1834); в 1831, 1833, 1835 и 1838 годах получал высочайшее пожалование денежным вознаграждением в размере годового оклада.
В чине титулярного советника, состоящего для особых поручений при главнокомандующем действующей армии и наместнике Царства Польского, ВП от 6 (18) мая 1841/18 (30) мая 1841 года, по Варшавскому учебному округу, назначен членом Совета народного просвещения Царства Польского, с оставлением при настоящей должности. С оставлением в тех должностях, 18 (30) апреля 1842 высочайше пожалован и указом от 24 апреля (6 мая) 1842 года, по ведомству Министерства иностранных дел, произведён, в награду отлично-ревностной службы, в чин коллежского асессора. Указом от 28 марта (9 апреля) 1845 года, пожалован, в награду отлично-ревностной службы, по ведомству Министерства иностранных дел, кавалером ордена Святого Станислава 2 степени. Указом от 11 (23) января 1848 года, пожалован, в награду за отлично-усердную и ревностную службу, по должности чиновника, состоящего для особых поручений при главнокомандующем действующей армии, кавалером ордена Святой Анны 2 степени. С 18 (30) апреля 1848 года, произведён, за выслугу лет, в чин надворного советника.
Состоя в должности гражданского чиновника особых поручений при главнокомандующем действующей армии графе И. Ф. Паскевиче-Эриванском, Софиано участвовал, по линии дипломатического ведомства, в подавлении Венгерского восстания 1848—1849 годов. За отличие в венгерской кампании, высочайше награждён денежной премией в размере годового жалования, и указом от 31 декабря 1849 (12 января 1850) года, пожалован, в награду особых трудов и отлично-ревностной службы, по ведомству Министерства иностранных дел, кавалером ордена Святой Анны 2 степени, императорской короной украшенного. За те же заслуги, в 1850 году высочайше разрешено принять и носить Рыцарский крест австрийского ордена Леопольда.
ВП от 22 января (3 февраля) 1850 № 22, по Царству Польскому, назначается, чиновником особых поручений при главнокомандующем действующей армией VI класса, состоявший в должности чиновника VIII класса, надворный советник [П. Х.] Софиано, с оставлением в должности члена Совета народного просвещения Царства Польского. ВП от 25 марта (6 апреля) 1850 года, по Варшавскому учебному округу, назначен на должность визитатора учебных заведений Варшавского учебного округа, с оставлением в прежних занимаемых должностях. ВП от 17 (29) августа 1852 года № 164, по Царству Польскому, производится, за выслугу лет, из надворных — в коллежские советники, состоящий при наместнике чиновником для особых поручений VI класса, член Совета народного просвещения Царства Польского и визитатор учебных заведений Варшавского учебного округа [П. Х.] Софиано, со старшинством с 18 апреля 1852 года. За дипломатические заслуги, в 1853 году высочайше разрешено принять пожалование офицером и носить прусский орден Красного Орла 3 степени. ВП от 5 (17) января 1856 года № 4, по Царству Польскому, производится, за отличие по службе, из коллежских — в статские советники, состоящий в ведомстве Министерства иностранных дел чиновник особых поручений VI класса при главнокомандующем действующей армии [П. Х.] Софиано, с оставлением в занимаемых должностях.
После назначения, в январе того же — 1856 года, главнокомандующим действующей [1-й] армии и наместником Царства Польского генерал-адъютанта, генерала от артиллерии князя М. Д. Горчакова, заменившего на тех должностях скончавшегося графа И. Ф. Паскевича-Эриванского, П. Х. Софиано сохранил за собой все занимаемые должности и был назначен состоять при дипломатической канцелярии наместника Царства Польского. ВП от 23 сентября (5 октября) 1858 года, по Министерству иностранных дел, назначается, чиновник особых поручений VI класса при дипломатической канцелярии наместника Царства Польского, член Совета народного просвещения Царства Польского и визитатор учебных заведений Варшавского учебного округа, статский советник [П. Х.] Софиано, чиновником особых поручений V класса при главнокомандующем 1-й армии и управляющим дипломатической канцелярией наместника Царства Польского, с оставлением членом совета народного просвещения и визитатором учебных заведений. ВП от 7 (19) октября 1859 года, по Министерству иностранных дел, пожалован, за отличие по службе, в чин действительного статского советника, с оставлением во всех занимаемых должностях.
Указом от 22 апреля (4 мая) 1860 года, П. Х. Софиано высочайше пожалован Дипломом и Гербом на дворянское достоинство Российской империи [в указе назван статским советником]. В том же — 1860 году, пожалован командором прусского ордена Красного Орла 2 класса.
После смерти князя М. Д. Горчакова, П. Х. Софиано сохранил занимаемые должности и при дважды исправлявшим должность наместника, генерале от артиллерии Н. О. Сухозанете, и при новом наместнике, генерале от артиллерии А. Н. Лидерсе. Был свидетелем революционных событий, разворачивавшихся в Варшаве в начале 1860-х годов. По линии ведомства Министерства иностранных дел, вёл активную дипломатическую работу с европейскими эмиссарами в Варшаве, с целью предупредить вооружённое восстание в Польше. Указом от 24 апреля (6 мая) 1862 года, по засвидетельствованию и. д. наместника Царства Польского, генерала от артиллерии Н. О. Сухозанета, пожалован кавалером ордена Святого Станислава 1 степени, «во внимание к отлично-ревностной службе вашей». В мае того же — 1862 года, по прошению, уволен от службы. По-видимому, отставка была связана с назначением новым наместником Царства Польского великого князя Константина Николаевича. За долговременную службу был награждён знаками отличия «Беспорочная служба XV» (22.08.1846), «Беспорочная служба XX» (22.08.1851) и «Беспорочная служба XXV» (22.08.1857). Умер и был похоронен в Дрездене.

## Пушкиниана
По службе в Варшаве, на протяжении 1830-х годов П. Х. Софиано был близко знаком с семейством Пушкиных, в частности, с семьёй О. С. Павлищевой, младшей сестры поэта, жившей в Варшаве. Он часто упоминается в письмах как самой Павлищевой, так и в письмах А. С. Пушкина. По свидетельству близкого приятеля А. С. Пушкина, тверского помещика А. Н. Вульфа, молодой Софиано был влюблён в сестру поэта: «28 августа (9 сентября) 1833. Ольга Сергеевна, по-видимому, ко мне очень благорасположена: это видно не только из всего обращения со мною, но ещё более по довольно забавному предложению, которое она мне недавно сделала: она просила как можно более публично заниматься ею по той причине, что в варшавском кругу её знакомых говорят, что будто бы она кокетничает с одним юношей — господином Софиано, который, кажется, влюблён в неё».
По-видимому, Софиано был не чужд литературный труд. Известно о его сотрудничестве с журналом «Москвитянин», издаваемом М. П. Погодиным: "В это время возвратился из чужих краёв в Варшаву П. А. Муханов и «принялся за русскую литературу», от которой отстал во время своего пребывания вне пределов Отечества. «Хвала и честь Москвитянину», писал он Погодину, — «в особенности порадовали меня известия о всем, что делается у нас на Св. Руси. На Дубровского теперь плохая надежда. Он сам сделался журналистом. Усердствуя для вашего Москвитятина, старался найти для вас умного, трудолюбивого корреспондента, и попечения мои увенчались полным успехом. У вас есть корреспондент г. Софиано, чиновник дипломатической канцелярии князя Варшавского — очень добрый и деятельный молодой человек. Он служит в одной и той же канцелярии с князем Волконским, достойным учеником просвещённого Шевырёва»
Возможно, что знакомство Софиано с кем-то из семейства Пушкиных произошло ранее, в 1820-х годах. В то время А. С. Пушкин живо интересовался молдавским и греческим национально-освободительным движением, и хлопотал об устройстве судьбы двоюродной племянницы Софиано — Елены-Родоес Георгиевны Третьяковой, урождённой Софианос, дочери упоминавшегося Георгия Афанасьевича (Анастасьевича) Софианоса, павшего в битве при Скулянах. В письмах к В. А. Жуковскому [май — ноябрь 1824], часть из которых не сохранилась и известна из ответных к поэту писем Жуковского [июнь 1824], Пушкин неоднократно просил похлопотать об устройстве малолетней сиротки С. Родоес в одно из закрытых женских учебных заведений ведомства императрицы Марии Фёдоровны. По-видимому, поэт встретил Родоес Софианос в кишинёвском доме бессарабского вице-губернатора М. Е. Крупенского, в котором она жила в 1821—1823 годах. Крупенский был женат на девице Екатерине Христофоровне Комнено, родной сестры Анны Христофоровны Софиано, рождённой Комнено, жены генерал-майора П. А. Софиано. По свидетельствам В. П. Горчакова, И. П. Липранди и др. мемуаристов — кишинёвских знакомых А. С. Пушкина, поэт был частым гостем дома Крупенских в Кишинёве.
Там же — в Варшаве, в начале 1861 года состоялось знакомство П. Х. Софиано с чиновником Почтового департамента и, по совместительству, начинающим политическим журналистом — И. А. Арсеньевым, о чём Арсеньев пишет в мемуарах. Арсеньев с детства был знаком с семьёй Пушкиных. В частности, с Львом Сергеевичем Пушкиным, младшим братом поэта, который был завсегдатаем дома Арсеньевых на ул. Мясницкой в Москве. Арсеньев был знаком и с новым польским наместником, генералом от артиллерии Н. О. Сухозанетом, будучи в 1840-х годах его московским карточным партнёром. Сам же И. А. Арсеньев приехал в Варшаву в служебную командировку как корреспондент газеты «С.-Петербургские ведомости» и для освещения политических событий в Польше на страницах европейских изданий, тайно финансируемых русским правительством. Однако, он имел и тайное поручение от нового министра внутренних дел — П. А. Валуева, который просил Арсеньева сообщать ему о развитии революционных событий в Варшаве. С разрешения начальства, Арсеньев весной-осенью 1861 года получил доступ к документам не только секретной части тайной полиции Варшавы, руководимой А. О. Подвысоцким, но и к документам дипломатической канцелярии наместника Царства Польского, руководимой П. Х. Софиано. В Государственном архиве Российской Федерации находится ряд таких документов, предоставленных канцелярией Софиано Арсеньеву, с пометками последнего для министра внутренних дел и для начальника III отделения собственной Е. И. В. канцелярии — князя В. А. Долгорукова.

## Семья
Был женат. В браке имел трёх сыновей и дочь.
- Сын — Павел Петрович Софиано, дворянин, гражданский инженер, действительный член Императорского Русского технического общества. Классного чина не имел, в 1860-х — 1880-х годах служащий обществ железных дорог. На момент смерти отца — начальник 1-й дистанции Балто-Одесской железной дороги (открытого для движения участка Киево-Одесской железной дороги, с ветвью к г. Тирасполю), затем служил начальником 3-й дистанции той же дороги, впоследствии, в первой половине 1870-х годов, начальник Кишинёвской ветви (от Тирасполя к Кишинёву) Одесской железной дороги. По той должности, указом от 18 (30) декабря 1875 года, по засвидетельствованию министра путей сообщения, об отличном усердии бывшего начальника Кишинёвской ветви, пожалован кавалером ордена Святого Станислава 3 степени. В 1882 получил всероссийскую известность, прославившись своеобразным способом отставки. Занимая должность начальника эксплуатации Юго-Западных железных дорого (директора хозяйственного отделения акционерного Общества юго-западных железных дорог, в Киеве), не выходя в отставку, не взяв отпуска и не ставя никого в известность, забрал из кассы общества свыше 400 тысяч рублей, что соответствовало годовой сумме недоимок по налогам и сборам Казанской губернии, и уехал в Москву, для посещения железнодорожного отдела Всероссийской художественно-промышленной выставки. Через три дня, с дороги прислал письмо в правление общества, с просьбой об отставке «по болезни». Несмотря на то, что растрата к тому времени вскрылась, без всяких претензий был просто уволен в отставку, с назначением ему пенсии! К следствию не привлекался, под судом не состоял. Открыто жил в Москве на «широкую» ногу, выписав сам себе столь внушительное «выходное» пособие. В 1882—1883 годах стал героем многочисленных фельетонов, заметок и анекдотов в российских периодических газетах и журналах, в которых подвергались язвительной критике коррупция и злоупотребления, процветавшие в частных обществах железных дорог[5].
  - Внук — Пётр Павлович Софиано (1872 — май 1942, Ленинград) — статский советник, начальник третьего [тарифного] отделения Департамента железнодорожных дел Министерства финансов. В 1897 году окончил Императорский университет Святого Владимира в Киеве, с дипломом 2 степени. Определён в службу в Министерство финансов, канцелярским чиновником Департамента железнодорожных дел[6], в котором и служил в дальнейшем вплоть до 1917 года. По диплому 2-й степени университета, с 16.01.1897 утверждён в чине губернского секретаря. Последовательно занимал должности канцелярского чиновника (16.01.1897), счётного чиновника (16.09.1897), помощника столоначальника (1.06.1898), столоначальника (1.01.1904) и начальника отделения (1.01.1910; ВП от 17.01.1911 за № 3) Департамента железнодорожных дел. В последней должности, с 16 января 1913 года (ВП от 14.04.1913 за № 20), пожалован, за отличие, в чин статского советника. В том чине и в той должности награждён орденом Святого Станислава 2 степени (1915). Был женат на Александре Николаевне. В советское время проживал по ул. Декабристов, д. 31. Умер во время блокады Ленинграда, похоронен на Пискарёвском мемориальном кладбище.
- Сын — Иван Петрович Софиано (1853, Варшава — 1907, Минск), действительный статский советник. Служил в ведомстве Министерства юстиции, член Минского окружного суда. Родился в 1853 году, православный. В 1876 году окончил юридический факультет Императорского Новороссийского университета, со званием кандидата. Приказом министра юстиции от 15.12.1876 за № 76, определён в службу, кандидатом на судебную должность при прокуроре Варшавского окружного суда. Затем причислен к министерству и откомандирован для занятий в распоряжение прокурора Гродненской губернии; в той должности сенатским указом от 29.01.1879 за № 13, утверждён, со старшинством, по Министерству юстиции и его ведомству, в чине коллежского секретаря, со старшинством с 15.12.1876, по степени кандидата Императорского Новороссийского университета; приказом министра юстиции от 3.03.1879 за № 9, по губернским учреждениям, назначен и. д. судебного следователя 1-го участка Гродненского уезда Гродненской губернии; приказом министра юстиции от 1.03.1880 за № 9, по губернским учреждениям, назначен товарищем прокурора Гродненской губернии; сенатским указом от 11.04.1880 № 66, производится, за выслугу лет, по Министерству юстиции и его ведомству, со старшинством, в титулярные советники — коллежский секретарь, и. д. судебного следователя Гродненского уезда Иван Софиано, с 3.03.1879; приказом министра юстиции от 8.11.1880 за № 48, причисляется к Министерству юстиции, товарищ гродненского губернского прокурора, титулярный советник Софиано, с увольнением от занимаемой им должности, согласно прошению; приказом министра юстиции от 25.01.1881 за № 4, по губернским учреждениям, назначен товарищем могилёвского судебного прокурора; в том же чине переведён на должность товарища прокурора Ковенской губернии; приказом министра юстиции от 17.11.1883 за № 50, в том же чине назначен товарищем прокурора Минского окружного суда; сенатским указом от 28.03.1884 за № 22, производится, за выслугу лет, со старшинством, по ведомству Министерства юстиции, в коллежские асессоры — титулярный советник, товарищ ковенского губернского прокурора Иван Софиано, с 3.03.1882; сенатским указом от 20.08.1886 № 95, производится, за выслугу лет, со старшинством, по ведомству Министерства юстиции, в надворные советники — коллежский асессор, товарищ прокурора Минского окружного суда Иван Софиано, с 3.03.1886; в том чине и в той должности, указом от 28.12.1888, по засвидетельствованию начальства об отлично усердной службе и особых трудах, пожалован кавалером ордена Святого Станислава 3 степени; сенатским указом от 3.05.1891 № 62, производится, за выслугу лет, со старшинством, по ведомству Министерства юстиции, в коллежские советники — надворный советник, товарищ прокурора Минского окружного суда Иван Софиано, с 3.03.1890; ВП от 27.02.1896 № 13, по ведомству Министерства юстиции, назначен, товарищ прокурора Минского окружного суда, статский советник Софиано — членом Минского окружного суда, с 21.02.1896; 3.02.1897 высочайше пожалован (указ от 8.02.1897) кавалером ордена Святой Анны 3 степени — в воздаяние усердной и беспорочной службы в продолжение двенадцати лет сряду в одной и той же должности не ниже восьмого класса — статский советник, член Минского окружного суда Иван Софиано; через год пожалован тем же орденом 2 степени (1899); ВП от 1.01.1905 № 1, по ведомству Министерства юстиции, производится, за отличие, из статских — в действительные статские советники; ВП от 13.07.1907 № 47, по ведомству Министерства юстиции, умерший исключается из списков, член Минского окружного суда, действительный статский советник Софиано.